# Damalis venusta
Damalis venusta är en tvåvingeart som beskrevs av Bertoloni 1861. Damalis venusta ingår i släktet Damalis och familjen rovflugor. Inga underarter finns listade i Catalogue of Life.